# Laponska vojna
Laponska vojna je bil spopad med nemškimi enotami in finsko vojsko. Vojna se je začela po tem, ko je Finska septembra 1944 podpisala premirje z Sovjetsko zvezo. Premirje je zahtevalo, da mora Finska iz svojega ozemlja pregnati vse nemške čete. Vojna je trajala od septembra 1944 do aprila 1945, ko so bili iz Finske pregnani še zadnji nemški vojaki.

## Vojna
Po koncu nadaljevalne vojne med Finsko in Sovjetsko zvezo (SZ) se je na daljnem severu odprla nova fronta. Premirje med SZ in Finsko je vsebovalo zahtevo, da mora Finska iz svojega ozemlja pregnati vse nemške enote, v kolikor tega Finci ne bi storili, bi posredovala Rdeča armada. Druge možnosti, kot da so napadli umikajočo nemško vojsko, Finci niso imeli, čeprav je Finska bila v prejšnjih fazah 2. svetovne vojne zaveznica Nemčije. Nemci so želeli zaradi nadzora nad Norveško, čim dlje ostati na finskem ozemlju. Nemci so iz maščevanja zaradi izdaje požigali cele vasi in pobijali civilno prebivalstvo. Mesto Rovaniemi je bilo popolnoma razdejano, porušeni so bili tudi vsi mostovi, ceste pa minirane. Domove je zapustilo okoli 100.000 prebivalcev Laponske, ki so se nato zatekli na Švedsko in jug Finske. Boji so trajali vse do aprila 1945, ko so bile iz Finske pregnane še zadnje nemške enote.
Do spopadov je prišlo tudi na otočju Suursaari v Finskem zalivu, kjer se se je ob pomoči nemške mornarice izkrcala nemška vojska, vendar je bil napad zaradi sovjetske letalske premoči in finskih branilcev neuspešen. V vojni je sodelovala tudi nemška mornarica, ki je pred finskimi pristanišči položila mine ter potapljala finske ladje.
Med 7. in 15. oktobrom 1944 je potekala ob obalnem pasu vzdolž Barentsovega morja sovjetska ofenziva proti Nemcem. Dne 18. oktobra je Rdeča armada prestopila Norveško mejo, kjer se je fronta nato ustalila. Med boji na norveško-finski meji je sodelovala tudi 20. gorska armada generala Rendulica, ki so ga na to bojišče poslali po neuspešnem napadu na Drvar. Sovjetske čete globlje na Norveško ozemlje niso prodrle. Zadrževale so se večinoma na črti Kirkenes-Noutsi, ki je na finski meji. S to vojno so se končale vse vojaške operacije na finskem ozemlju.

## Posledice vojne
Nemci so v vojni uporabljali taktiko požgane zemlje, zato je bil sever Finske popolnoma uničen. Požgana so bila številna mesta in vasi, uničeni so bili tudi vsi mostovi razen dveh, ki sta ostala nedotaknjena. Uničene in minirane so bile tudi številne ceste, ki so še dolgo časa po vojni ostale neprevozne. Svoje domove je zapustilo več kot 100.000  ljudi. Ocenjujejo da je nemška vojska povzročila za 300 milijonov takratnih ameriških dolarjev škode. Med to vojno je padlo 950 nemških vojakov, 2.000 je bilo ranjenih, 1.300 pa zajetih. Finske izgube pa so znašale 774 padlih, 3.000 ranjenih in 262 pogrešanih.